# Unreal Mission Pack I: Return to Na Pali
Return to Na Pali (полное название Unreal Mission Pack 1: Return to Na Pali) —  дополнение к игре Unreal от Epic Games,  разработанное компанией Legend Entertainment совместно с Heuristic Park и выпущенная компанией GT Interactive 31 мая 1999 года. Оригинальная Unreal и дополнение Return to Na Pali позднее были выпущены в специальном издании «Unreal Gold» и антологиях «Totally Unreal» и «Unreal Anthology».

## Сюжет
Сюжет дополнения развивается с того момента, где закончился оригинальный Unreal. Дрейфующий на орбите планеты На Пали корабль с игроком подбирает крейсер ОВС (Объединённых Вооружённых Сил) (англ. UMS — United Military Services) «Бодега Бэй» (англ. Bodega Bay). Военные оказались здесь не случайно: на поверхность На Пали упал ещё один корабль ОВС: «Прометей» (англ. Prometheus), на котором перевозили образец нового сверхсекретного оружия. Чтобы оно не попало в руки скаарджей, очень важно как можно быстрее найти «Прометей». Поскольку игрок лучше, чем кто-либо, знает особенности планеты, его отправляют обратно. В награду военные обещают забыть о его криминальном прошлом (в оригинальном Unreal главный герой — заключённый 849, единственный выживший при крушении на планете На Пали тюремного корабля «Вортекс Райкерс»).
После того как игрок находит «Прометей» и секретные материалы, он узнает, что военные решают устранить его для сокрытия информации. У игрока появляется ещё один враг — космические пехотинцы. Теперь ему нужно во что бы то ни стало убраться с этой планеты, чтобы сохранить свою жизнь.
Через некоторое время он встречает упоминание о хранящейся на планете спасательной шлюпке землян, находит её, взлетает к поверхности На Пали, уничтожает крейсер «Бодега Бэй» прямым попаданием в уязвимое место корабля единственной ракетой и улетает с планеты.

## Нововведения дополнения
В игре присутствуют следующие новые виды противников:
- Морпех (англ. Marine) — солдат ОВС, может быть вооружён штурмовой винтовкой, гранатомётом или ракетомётом.
- Хищник (англ. Predator) — небольшая хищная плотоядная рептилия. Охотится стаями, похож на динозавра.
- Прядильщик (англ. Spinner) — ядовитое паукообразное существо. Нападает на игрока, используя кислоту или жвалы.

Новая штурмовая винтовка является альтернативой Пулемёта

Кроме того, в дополнении представлены три новых вида вооружения:
- Боевая штурмовая винтовка (англ. Combat Assault Rifle) — двуствольное оружие, способное вести огонь очередями (из одного ствола) или выстрелами по пять разрывных снарядов (из второго ствола). Винтовка может вести огонь из двух стволов одновременно. Занимает третий слот для оружия, является альтернативой Пулемёта.
- Ракетомёт (англ. Rocket Launcher) — ракетная пусковая установка, занимающая пятый слот. Первичный режим — запуск ракеты, летящей по прямой; альтернативный режим — запуск управляемой ракеты (управление осуществляется передвижением прицела).
- Гранатомёт (англ. Grenade Launcher) — выстреливает гранатой. В альтернативном режиме выпущенные заряды можно подорвать в удобный игроку момент.

На поверхности планеты можно найти множество контейнеров с боеприпасами, которые игроку периодически подбрасывают военные корабли ОВС.
Ещё одним нововведением является появление логов. В конце каждого уровня выводится статистика по количеству убитых противников из каждого вида оружия в течение всей игры. Кроме того, главный герой дает свои комментарии по поводу происходящих событий.
В мультиплеере представлены несколько новых режимов игры:
- Marine Match — deathmatch из Unreal, но в качестве противника выступают морпехи. Морпехи будут сражаться на одной стороне против персонажей, управляемых игроками.
- Gravity Match — deathmatch с низкой гравитацией.
- Cloaked Match — один из игроков назначается «ведущим» и получает бонусы в скорости перемещения, высоте прыжков и частично прозрачен для окружающих. Если другой игрок убивает «ведущего», он сам становится им. В остальном игра следует правилам deathmatch. Является прототипом режима Mutant из Unreal Tournament 2004.
- Terran Weapon Match — deathmatch с использованием только того оружия, которое появилось в дополнении.

## Реакция
| Сводный рейтинг | Сводный рейтинг |
| Агрегатор       | Оценка          |
| --------------- | --------------- |
| GameRankings    | 68,86 %         |

Дополнение было достаточно хорошо воспринято, однако часть игроков жаловалось на баги, имевшиеся в игре, малую продолжительность по сравнению с оригиналом и неработающую кооперативную игру.